# Richard Pakenham
Richard Pakenham, född 19 maj 1797, död 28 oktober 1868, var en brittisk diplomat. Han var son till amiral Thomas Pakenham.
Pakenham var 1835–1843 engelskt sändebud i Mexiko och förde därefter som sändebud i Washington (1843–1847) de viktiga förhandlingarna med Förenta staterna i Oregonfrågan samt var 1851–1855 envoyé i Lissabon.